# سید محمد امین خراسانی
سید محمدعلی امین معروف به سید محمد امین خراسانی (زادهٔ ۱۳۳۶ در سبزوار) از مراجع تقلید شیعه اهل ایران است. رساله علمیه وی در سال ۱۳۸۷ به صورت عمومی منتشر شد. به نقل از پایگاه اطلاع‌رسانی دفتر او، سالیان دراز است که درس خارج فقه و اصول وی در مدرسه فیضیه برگزار می‌شود. همچنین روزهای پنجشنبه هر هفته، درس خارج فقه و اصولی را در مسجد جامع خاتم‌الانبیاء تهرانپارس برای روحانیون تهران برگزار می‌کند.
وی پیشتر در برخی از دوره‌های انتخابات مجلس خبرگان رهبری از حوزه‌های تهران و خراسان رضوی کاندیدا شده بود ولی موفق به احراز آرا کافی نشده بود. سید محمد امین خراسانی، پیش‌تر به مدت ۱۴ سال امام جمعه موقت شهر ری بود.

## زندگی‌نامه
سید محمد امین در ۲۰ بهمن سال ۱۳۳۶ در شهر سبزوار از استان خراسان رضوی در خانواده‌ای روحانی به دنیا آمد. پدرش سید علینقی امین از روحانیون مشهور و مؤثر منطقه بود. سید محمد امین در خردسالی همراه خانواده به تهران مهاجرت کرد. پس از اتمام دبیرستان و اخذ دیپلم ریاضی به‌طور جدی مشغول فراگیری علوم دینی و دروس حوزوی گشت دروس دوره مقدمات و دوره سطح عمومی را در تهران گذراند و برای ادامه سطح عالی رهسپار قم شد. در قم پس از اتمام سطح عالی وارد درس دوره خارج شد و پس از ۱۴ سال به مرتبه اجتهاد رسید. وی از سال ۱۳۷۵ تاکنون مشغول به تدریس مباحث خارج فقه و خارج اصول در مدرسه فیضیه حوزه علمیه قم می‌باشد. تقریرات درس خارج اصول ایشان در این مدت، در ۸ جلد منتشر شده‌است.

## تالیفات
تالیفات وی حدود ۷۰ جلد است که ۲۰ جلد آن‌ها عربی است.
برخی از آثار:
به عربی:
- تعلیقات علی العروه‌الوثقی
- الحاشیه علی تحریرالوسیله
- کتاب القضاء و الشهادات
- رساله فی مقدمات مباحث الالفاظ
- رساله فی القطع و الظن
- رساله فی البرائه و الاشتغال
- المختصر النافع فی الفصاحه و البلاغه
- شرح باب رابع مغنی
- شرح کتاب سیوطی
- کفایه النحو

به فارسی:
| - رساله توضیح المسائل - مجموعه استفتائات - مناسک حج - احکام جوانان - احکام خانواده - احکام مسجد و نماز جماعت - آداب احکام و اسرار نماز جمعه - معارف و اسرار حج تمتع - فلسفه عمره مفرده - بررسی اندیشه‌ها | - ولایت و امامت - گفتار فاطمی - گفتار مهدوی - شرح اسماءالحسنی - شرایط و اوصاف قیامت - آسیب‌شناسی نظری و عملی - ناهنجاری‌های رفتاری - تفسیر سوره حمد - تفسیر سوره جمعه | - تفسیر سوره منافقون - تفسیر سوره یس - تفسیرسوره حج - تفسیر سوره مومنون - تفسیر سوره واقعه - تفسیر سوره الرحمن - تفسیر دو سوره قدر و توحید - شرح دعای ندبه - شرح خطبه متقین |